# Bizhan Xiang
Bizhan Xiang (kinesiska: 辟展乡, 辟展) är en socken i Kina. Den ligger i den autonoma regionen Xinjiang, i den nordvästra delen av landet, omkring 240 kilometer sydost om regionhuvudstaden Ürümqi. Antalet invånare är 25 994. Befolkningen består av 12 850 kvinnor och 13 144 män. Barn under 15 år utgör 20,0 %, vuxna 15-64 år 72 %, och äldre över 65 år 6,0 %.
Genomsnittlig årsnederbörd är 57 millimeter. Den regnigaste månaden är juni, med i genomsnitt 13 mm nederbörd, och den torraste är april, med 2 mm nederbörd.